# Uzbekbaatar
Uzbekbaatar – rodzaj wymarłego ssaka z rzędu multituberkulatów i podrzędu Cimolodonta, o niejasnej pozycji systematycznej. Rodzaj Uzbekbaatar obejmuje dwa gatunki – Uzbekbaatar kizylkumensis Kielan-Jaworowska & Nessov, 1992 oraz Uzbekbaatar wardi Averianov, 1999. Nazwa rodzajowa oznacza „uzbecki bohater”. Uzbekbaatar żył w późnej kredzie (turon) na terenie dzisiejszego Uzbekistanu. Jego szczątki odnaleziono w formacji Bissekt. Materiał kopalny obejmował zęby i fragmenty czaszki, odnalezione na jednym stanowisku.
Uzbekbaatar wykazuje największe podobieństwo do północnoamerykańskich rodzajów Paracimexomys, Bryceomys i Cedaromys, co może oznaczać, że jest jednym z bardziej bazalnych przedstawicieli Cimolodonta.